# São João (Santa Maria)
São João é um bairro do distrito da sede, no município de Santa Maria. Localiza-se no oeste da cidade.
O bairro São João possui uma área de 0,8611 km² que equivale a 0,71% do distrito da Sede que é de 121,84 km² e  0,0481% do município de Santa Maria que é de 1791,65 km².

## História
O bairro está assentado em uma região de relevo de coxilhas modeladas em áreas sedimentares triássicas, constituidas por colinas alongadas e com uma topografia suavemente ondulada.
O bairro, cujo nome é em referência a sua unidade residencial Vila São João, surge oficialmente em 2006 com área totalmente subtraída do agora vizinho Pinheiro Machado.

## Limites
Limita-se com os bairros: Boi Morto, Juscelino Kubitschek, Pinheiro Machado, Renascença
Descrição dos limites do bairro: A delimitação inicia no eixo da Rodovia BR-287 com a projeção do eixo da Estrada Municipal Capitão Vasco Amaro da Cunha, segue-se a partir daí pela seguinte delimitação: eixo da Rodovia BR-287, no sentido sudeste; eixo da Rodovia BR-158, no sentido sudoeste, contornando para oeste; eixo da Rua Capitão Vasco Amaro da Cunha, até encontrar o eixo da Rodovia BR-287, ponto inicial desta demarcação.

## Unidades residenciais
O bairro São João, pertencente ao distrito da Sede, é uma unidade de vizinhança que contém as seguintes unidades residenciais:
| # | Unidade residencial | Localização                       | Limites | Obs.       |
| - | ------------------- | --------------------------------- | --- | ---------- |
| 1 | São João            |                                   | Toda a área do perímetro do bairro São João sem denominação específica.                                                                               |            |
| 2 | Vila São João       | 29° 41' 59.24" S 53° 50' 45.12" O | A unidade residencial urbana que confronta a nordeste com a Rodovia BR-287, distando o alinhamento leste 300 metros a noroeste do trevo com a BR-158. | [ Obs. 1 ] |
| 3 | Vila Schimidt       | 29° 41' 49.79" S 53° 51' 01.78" O | A unidade residencial urbana confronta com a Rodovia BR-287, ao norte e com a Estrada Municipal Capitão Vasco da Cunha, ao oeste.                     | [ Obs. 2 ] |

1. ↑  O acesso principal se dá pela BR-287. Suas ruas tem nome de países: Rua Italia, Rua Palestina, Rua Japão,…
2. ↑  O acesso principal se dá pela BR-287. Suas ruas tem nome de capitais: Rua Aracaju, Rua Manaus, Rua Curitiba,…

## Demografia

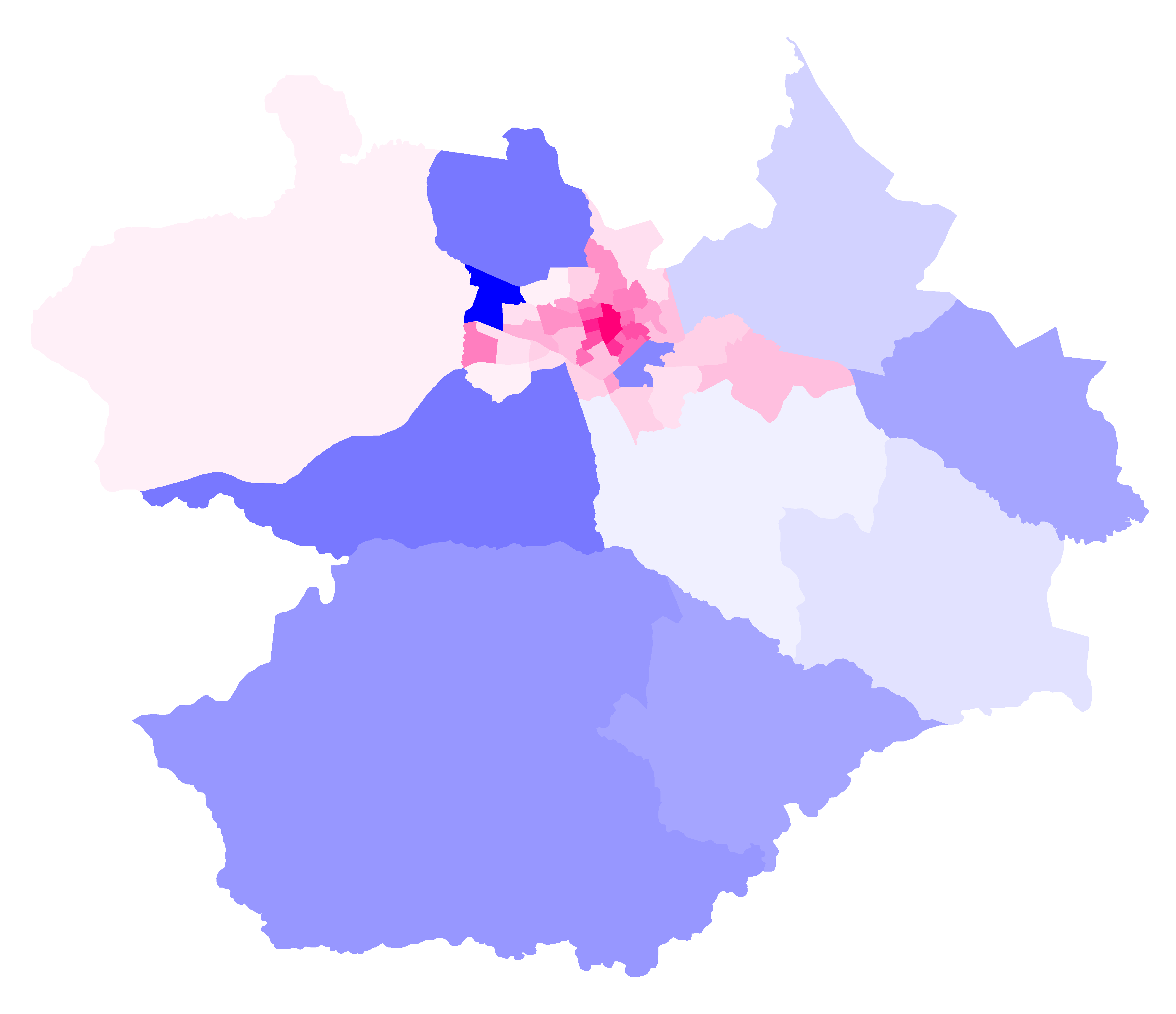
Mapa do município de Santa Maria com as divisões em bairros. Em escalas de azul os bairros com predominância masculina e em escalas de rosa os bairros com predominância feminina. Observa-se que quanto melhor a infraestrutura e o acesso a ela mais convidativo o bairro é para a população feminina. E, reciprocamente, podemos reconhecer os bairros com melhor infraestrutura observando onde a população feminina está concentrada.

Segundo o censo demográfico de 2010, São João é, dentre os 50 bairros oficiais de Santa Maria:
- Um dos 41 bairros do distrito da Sede.
- O 41º bairro mais populoso.
- O 39º bairro em extensão territorial.
- O 26º bairro mais povoado (população/área).
- O 25º bairro em percentual de população na terceira idade (com 60 anos ou mais).
- O 17º bairro em percentual de população na idade adulta (entre 18 e 59 anos).
- O 30º bairro em percentual de população na menoridade (com menos de 18 anos).
- Um dos 39 bairros com predominância de população feminina.
- Um dos 30 bairros que não contabilizaram moradores com 100 anos ou mais.

Distribuição populacional do bairro
1. Total: 1.706 (100%)
  1. Urbana: 1.706 (100%)
  2. Rural: 0 (0%)
2. Homens: 833 (48,83%)
  1. Urbana: 833 (100%)
  2. Rural: 0 (0%)
3. Mulheres: 873 (51,17%)
  1. Urbana: 873 (100%)
  2. Rural: 0 (0%)

## Infraestrutura
Educação
- Escola Profª. Erlinda Minogio Vinadé: Escola de ensino fundamental incompleto que atende alunos até a quarta série. A escola situa-se na rua Jordânia 133, na unidade residencial Vila São João e foi fundada em 25 de abril de 1988.

Energia Elétrica
A empresa que fornece energia elétrica para o bairro é a multinacional america Companhia AES Sul Distribuidora Gaúcha de Energia S/A que tem sede no município de São Leopoldo.
Abastecimento de àgua
O bairro é atendido pela Corsan - Companhia Rio Grandense de Saneamento - que fornece a água potável à população.